# Distrofia delle venti dita
La distrofia delle venti unghie  (o delle venti dita) è una condizione in cui tutte le unghie del corpo (da qui il nome “venti unghie”) risultano colpite da trachionichia, un'alterazione patologica della lamina ungueale che appare ruvida, opaca, fragile e solcata da striature longitudinali. Tale anomalia si manifesta solitamente nell'infanzia.

## Eziologia
Le cause della distrofia delle venti unghie non sono note. La forma è considerata idiopatica. La trachionichia può essere invece secondaria a diverse patologie.